# Sessa Aurunca
Sessa Aurunca é uma comuna italiana da região da Campania, província de Caserta, com cerca de 22.860 habitantes. Estende-se por uma área de 163 km², tendo uma densidade populacional de 140 hab/km². Faz fronteira com Carinola, Castelforte (LT), Cellole, Falciano del Massico, Galluccio, Minturno (LT), Mondragone, Rocca d'Evandro, Roccamonfina, Santi Cosma e Damiano (LT), Teano.

## Demografia
| Variação demográfica do município entre 1861 e 2011                               |
|                                                                                   |
| Fonte: Istituto Nazionale di Statistica (ISTAT) - Elaboração gráfica da Wikipedia |